# Grad Powis
Grad Powis (valižansko Castell Powis) je srednjeveški grad, trdnjava in velik podeželski dvorec blizu Welshpoola, Powys, Wales.
Grad je bil znan tudi kot Castell Coch, Castell Pool, Castell Pola, Castell Pole, Castell Trallwng, Red Castle, Redde Castle in Castel Cough. 
Kot sedež grofa Powisa je grad znan po svojih obsežnih, privlačnih, oblikovanih vrtovih, terasah, parku, parku jelenov in urejenih nepremičninah. Za objekt skrbi in ga upravlja National Trust.
Princesa Viktorija (poznejša kraljica Viktorija) je grad obiskala kot otrok, ko jo je mama leta 1832 odpeljala na ogled Anglije in Walesa.

## Zgodovina

### Zgodnje obdobje
Powis je bil v primerjavi z gradovi, kot so  Conwy,  Caernarfon,  Harlech in najbližji Montgomery, ki so bili vsi zgrajeni po angleški osvojitvi Walesa, trdnjava dinastije valižanskih knezov. Leta 1286, štiri leta po Edvardovi osvojitvi Walesa, se je Owain ap Gruffydd ap Gwenwynwyn, zadnji dedni princ Powisa, odpovedal kraljevemu naslovu in dobil naslov baron de la Pole (to pomeni Welshpool, prej imenovan samo "Pool", in lokacijo gradu Powis). Starodavna kraljevina Powys je bila vključena v grofijo Montgomeryshire.
Owainov potomec, nezakonski sin zadnjega barona Greya iz Powisa, je leta 1579 prodal gospostvo in grad siru Edwardu Herbertu (umrl 1595), drugemu sinu sira Williama Herberta, 1. grofa Pembroškega. Edwardova žena je bila katoličanka. Družinska zvestoba Rimu in kraljem Stuartom je oblikovala njegovo usodo več kot stoletje. 22. oktobra 1644 so grad Powis zajele parlamentarne sile in ni bil vrnjen družini do vrnitve Karla II.

### 1600–1800
Veličastna slavnostna spalnica je bila nameščena okoli leta 1665, nadaljnje izboljšave so bile izvedene v 1670-ih in 1680-ih verjetno pod vodstvom Williama Windeja, ki je morda oblikoval tudi izredne terasaste vrtove. Windejev delodajalec je bil Viljem, tretji lord Powisa (okoli 1626–1696), ki je bil najprej grof (1674), nato pa markiz (1685) Powisa. Zaradi katoliške vere je prišel do visokega položaja v času Karla II. in postal eden glavnih ministrov Jakoba II. Svojemu gospodarju je leta 1688 sledil v izgnanstvo. Zatem je kralj Viljem III. leta 1696 podelil grad 1. grofu Rochfordu. Leta 1722 je bil postavljen ponovno drugi markiz, ob smrti tretjega markiza leta 1748 je Powis podedoval njegov protestantski brat Henry Arthur Herbert iz Oakly Parka v Ludlowu, ki ga je Jurij II. imenoval grof Powis.
6. julija 1756 je lord Lyttleton zapisal, da bi "okoli 3000 £, vloženih v grad Powis, naredilo najveličastnejše mesto v kraljestvu", leta 1774 pa je sir John Cullum pripomnil: "Powisov pomemben položaj, njegove očarljive in čudovite možnosti, njegovi obsežni pogozdeni parki, veliki 100 hektarjev, ... so med prvimi v kraljestvu."
Leta 1784 se je hči lorda Powisa, lady Henrietta Herbert, poročila z Edwardom Clivom, najstarejšim sinom Roberta Cliva iz Indije. Njuna zakonska zveza je leta 1801 omogočila združitev posestev Clive in Powis. Leta 1804 je grofovski naslov Powis tretjič pripadel Edwardu Clivu. Grad in posestvo je podedoval Henriettin in Edwardov najstarejši sin (Edward Clive), ko je bil star 21 let. V skladu z voljo svojega strica je mlajši Edward Clive ustrezno spremenil svoje ime v Herbert. Clive je plačal že zdavnaj narejena popravila gradu, ki jih je izvajal sir Robert Smirke. Izboljšal je tudi vrt in park. V grad so pripeljali tudi del indijske zbirke slik starih mojstrov, francoskega in angleškega pohištva in italijanske redkosti.

### Sodobnost
Končne spremembe je grad Powis dočakal v začetku 20. stoletja z nastopom G. F. Bodleyja za Georgea Charlesa Herberta, 4. grofa Powisa (1862–1952). Njegova žena je izboljšala vrt, ker se je zavedala, da lahko postane najlepši vrt v Angliji in Walesu. Leta 1929 je umrla v prometni nesreči. Lord Powis je izgubil tudi svoja dva sinova v prvi in drugi svetovni vojni. Med drugo vojno je bila na gradu Valižanska dekliška šola, ki so jo preselili iz Ashforda, Middlesex.  Po njegovi smrti leta 1952 je grad in vrtove zapustil National Trustu. Nasledil ga je njegov bratranec Edward Herbert (1889–1974), peti grof. Vdova, grofica Powis, je živela v hiši, namenjeni vdovi, nasledil jo je Christian Victor Charles Herbert, šesti grof. 

## Pomembne značilnosti
Muzej hrani artefakte iz Indije , ki jih je Clives prinesel v 18. stoletju , tudi tekstil, oklepe, orožje, bronaste in srebrne predmete, žad, slonovino in šotor. Muzej bil odprt leta 1987. 

### Reynoldsov portret
Na gradu je portret Henriette Clive, grofice Powis (1758–1830), ki ga je naslikal leta 1777 sir Joshua Reynolds. Grofica je bila hči Henryja Herberta, 1. grofa Powisa, in žena Edwarda Cliva, 1. grofa Powisa. Klobuk in čipkast šal, ki ju nosi na portretu, nista prikazana na gravuri iz leta 1778 (obešena v bližini) in se zdi, da sta bila dodana pozneje.

### Slavnostna spalnica
Izjemna, ohranjena iz 1660-ih, je veličastna slavnostna spalnica in edina v Veliki Britaniji, v kateri je ograja še vedno ločila posteljno nišo od preostalega prostora. Taka zasnova izhaja iz časov, ko so angleški veleposestniki želeli posnemati dovršen bonton, kot je veljal na dvoru Ludvika XIV. v Versaillesu. Ko so leta 1772 izvedli izboljšave gradu, je arhitekt Thomas Farnolls Pritchard priporočil, naj se spalnica v celoti ohrani. Obisk gradu Karla II. je še vedno del družinske tradicije.
Okenski zapahi v obliki perjanice valižanskega princa so v spomin na obisk  kralja Edvarda VII. Njegova sin in hči (pozneje kralj Jurij V. in kraljica Marija) sta ga obiskala leta 1909.

### Clivova indijska mačka
V Long Gallery stoji marmorna skupina mačke in kače. Je rimska in datira v 1. stoletje pred našim štetjem in 2. stoletje našega štetja. Prikaz mačk je redek v rimski umetnosti in skupina v Powisu je enkratna med ohranjenimi klasičnimi skulpturami. Dve podobni kompoziciji v mozaiku sta znani iz Pompejev in Vatikanskih muzejev, vendar obe prikazujeta mačko, ki napada ptico.
Zdi se verjetno, da je marmor kupil Clive Indijski za svojo ženo na obisku v Italiji leta 1774. Marmor je z grškega otoka Tasos. Zanj so značilni veliki vdelani kristali, kar otežuje kiparjenje.

### Vrt
Vrt je preživel napade 18. stoletja na oblikovanje vrtov.  Powis je tako eno redkih mest v Veliki Britaniji, ki ima pravi baročni vrt še vedno v celoti ohranjen. Zdi se, da so bile terase izklesane v skale v zgodnjih 1670-ih pod vodstvom Francoza Adriana Duvalla iz Rouena s spremembami Williama Windeja, ki jih je uvajal do svoje smrti leta 1722. Zasnova stroge urejenosti ali teras je bila v severno Evropo prenesena z italijanskih vrtov 16. stoletja.
Zdi se, da bi lahko bil Duvall strokovnjak za hidravliko, saj je bil v glavnem odgovoren za prečudovite vodne vrtove, ki so bili odstranjeni leta 1809. En del vrtne fontane je ohranjen kot glavni kip "Fame" (Slava), pripisan je delavnici Nizozemca Johna van Nosta (r. 1729) in je zdaj na dvorišču.
Veliko dela pri obnovi in izboljšanju vrtov je bilo opravljeno v začetku 20. stoletja, za kar je kriva Violeta, žena četrtega grofa. Njen največji dosežek je bil selitev celotnega zelenjavnega vrta, rastlinjakov in preostalega na nov kraj v ozadju grebena Wilderness , kar določa vrt v skrajnem jugovzhodnem kotu.